# Comostolopsis subsimplex
Comostolopsis subsimplex là một loài bướm đêm trong họ Geometridae.